# Esporte Clube Ipitanga Bahia
O Esporte Clube Ipitanga Bahia é um clube de futebol brasileiro, com origem na cidade de Lauro de Freitas, no estado da Bahia. Suas cores de uniforme são o laranja e o preto.
Em 2005, disputou suas partidas na cidade de Terra Nova, depois jogou em Madre de Deus as temporadas de 2006 e 2007 e em 2008 mudou-se para Senhor do Bonfim.

## História
O Ipitanga foi fundado em 20 de setembro de 2003. Foi o campeão da Segunda Divisão do Campeonato Baiano em 2004 e participou na Série C do Campeonato Brasileiro de 2005. O motivo da mudança de estádio nos anos de 2005 e 2006 foi devido ao pequeno apoio dado pela prefeitura de Lauro de Freitas ao clube recém-formado.
Em 2006, o clube tentou mudar para Santo Antônio de Jesus, mas o Presidente da Federação Baiana de Futebol, Ednaldo Rodriques, não permitiu. Motivo: o estádio José Trindade Lobo, em Santo Antônio, não tem condições físicas para jogos oficiais.
Antes o clube revelou vários talentos, por exemplo: Índio, Bida, Apodi, Garrinchinha, Narcísio e Marquinhos (Vitória), Davi (futebol do Japão), Rogério (Greuther Fürth da Alemanha), Josemar e Diogo (Bahia).
Em 2010, o atacante Sassá foi artilheiro do Campeonato Baiano, com 13 gols marcados.
No ano de 2011 foi rebaixado a segunda divisão do campeonato baiano, após perder seis pontos por uma escalação irregular de um jogador.

## Títulos
| Estadual | Estadual                       | Estadual | Estadual   | Estadual |
|          | Competição                     | Títulos  | Temporadas |          |
| -------- | ------------------------------ | -------- | ---------- | -------- |
|          | Campeonato Baiano - 2ª Divisão | 1        | 2004       |          |

### Campanhas de destaque
2º Lugar: Taça Estado da Bahia de 2005

## Desempenho em competições

### Campeonato Baiano - 1ª Divisão
| Ano  | Posição                     |
| 2005 | 3º                          |
| 2006 | 4º                          |
| 2007 | 11º (Vice-Lanterna)         |
| 2008 | 7º                          |
| 2009 | 9º                          |
| 2010 | 9º                          |
| 2011 | 12º (Lanterna e Rebaixado)* |

* o Ipitanga escalou um jogador e perdeu 6 pontos, sendo rebaixado para a Segunda divisão.

### Campeonato Baiano - 2ª Divisão
| Ano  | Posição                  |
| 2004 | 1º (Campeão e Promovido) |
| 2012 | 8º                       |
| 2013 | 9º                       |
| 2014 | 10º                      |

### Campeonato Brasileiro - Série C
| Ano  | Posição |
| 2005 | 36º     |
| 2006 | 55º     |